# Камалян, Гарник Аршакович
Гарник Аршакович Камалян (6 января 1908, Игдыр — 24 января 1973, Ереван) — армянский советский скульптор. Член ОМАХР и AХР (1927-32).

## Биография
Родился 6 января 1908 года в Игдыре. В связи с систематическим преследованием армян со стороны турецкого правительства, семья будущего скульптора переселяется к родственникам в кавказскую Армению. В 1925 году Гарник Камалян поступает в Ереванский художественно-промышленный техникум, где учится у художников Вартанеса Ахикяна и Габриела Гюрджяна. В 1929 году, с дипломной работой «портрет В. И. Ленина» (рук. Ара Сарксян), успешно заканчивает учебу в училище. Ещё во время учёбы вступил в члены ОМАХРа и AХРа (1927), и начиная с 1929 года был участником всякого рода художественных выставок. С 1933 по 1935 год проходил обучение на отделении архитектуры в ЛИИКСе. Окончил обучение дипломной работой — проектом пансионата в Сестрорецке. С 1935 — 1964 года жил в Магаданской области, затем переехал в Ереван, где впоследствии и скончался 24 января 1973 года.

## Работы
Среди работ скульптора значатся такие портреты как: «Рабочий» (1929), пенсионерки Мелик-Мусян (1962), народного артиста СССР П. Г. Лисициана (1963, Музей литературы и искусства, Ереван) и Г. Д. Джанибекяна (1972), «Женский портрет» (1965), адмирала флота СССР И. С. Исакова (1967), революционера И. X. Лалаянца (1970), певицы Л. Закарян (нач. 1970-х гг., ГКГ Армении) и другие
Являлся автором памятника революционеру Камо (1968, в Гавар).